# Han Mi-Jin
Han Mi-Jin (2 de agosto de 1995) es una deportista surcoreana que compite en judo. Ganó dos medallas en el Campeonato Asiático de Judo, plata en 2019 y bronce en 2021.

## Palmarés internacional
| Campeonato Asiático | Campeonato Asiático | Campeonato Asiático | Campeonato Asiático |
| Año                 | Lugar               | Medalla             | Categoría           |
| ------------------- | ------------------- | ------------------- | ------------------- |
| 2019                | Fujairah (EAU)      | Medalla de plata    | +78 kg              |
| 2021                | Biskek (Kirguistán) | Medalla de bronce   | +78 kg              |